# Багомедова, Патимат Айдамирмагомедовна
Патимат Айдамирмагомедовна Багомедова (азерб. Patimat Aydamirmaqomedovna Baqomedova; род. 6 августа 1993, Махачкала) — российский, а впоследствии азербайджанский борец вольного стиля, серебряный призёр в весовой категории до 46 кг чемпионата Европы среди кадетов-2008 (Даугавпилс), бронзовый призёр в весовой категории до 51 кг чемпионата Европы среди юниоров, проходившем в 2010 году в Самокове, победительница первых летних юношеских Олимпийских игр, которые проходили в Сингапуре в 2010 году. На европейском отборочном турнире Патимат также заняла 1-е место.

## Карьера
В 2008 году на чемпионате Европы среди кадетов представляла Россию и заняла 2 место.
На чемпионате мира 2010 года Патимат, проиграв в полуфинале Ларисе Ооржак из России, а в схватке за 3-е место — чемпионке Азии 2010 года — Шаше Чжао, заняла 5-е место. На чемпионате мира 2011 года в Стамбуле Патимат заняла третье место.
В 2013 году стала чемпионкой Европы среди юниоров.

## Личная жизнь
Старшая сестра — Марзигет также борец вольного стиля, участник чемпионата мира и Европы.